# 新不伦瑞克立法议会
新不伦瑞克立法議會（英語：Legislative Assembly of New Brunswick）是加拿大新不伦瑞克省的立法機關，由新不伦瑞克省立法会议和新不伦瑞克省省督组成。省議會位於弗雷德里克顿。由49名議員組成。